# 二項式變換
在組合數學中，二項式變換是一種序列變換，可計算一個計算序列的有限差分。二項式變換和歐拉變換有關，歐拉變換是有關二項式變換前後的序列其普通母函數之間的關係。

## 定義
一個序列 {\displaystyle \{a_{n}\}} 的二項式變換（T）是序列{\displaystyle \{s_{n}\}}：
{\displaystyle s_{n}=\sum _{k=0}^{n}(-1)^{k}{n \choose k}a_{k}.}